# IAM
IAM – francuska grupa hip-hopowa założona w 1989 roku w Marsylii. IAM to akronim od słów Invasion Arrivée de Mars (pol. Inwazja z Marsa). Mars w utworach grupy jest metaforą słowa Marsylia.

## Życiorys
Początki grupy sięgają 1984 roku, kiedy to raper Akhenaton i DJ Kheops tworzyli duet Lively Crew. Cztery lata później, po dołączeniu do zespołu kolejnego członka Shurik'na, grupa zmieniła nazwę na Beastie Boys Stance. W 1989 r. do zespołu dołączyli kolejni raperzy Imhotep, Kephren oraz Freeman i do dziś występują jako IAM. W tym samym roku rozpoczęli pracę nad demem zatytułowanym Concept. Produkcja ukazała się w formie kasety magnetofonowej rok później. W 1991 r. zespół wydał minialbum pt. Red, Black and Green. Oficjalne wydawnictwo ukazało się w marcu 1991 r. pod tytułem ...De La Planète Mars. Album ukazał się nakładem wytwórni Delabel.
W 1993 roku IAM wydaje kolejny album pt. Ombre Est Lumière. Singel zatytułowany „Je danse le mia” odnosi ogromną popularność i staje się drugim najlepiej sprzedającym singlem we Francji w roku 1994. Reedycja albumu ukazała się rok później. W sumie około 500.000 egzemplarzy zostało sprzedanych.
W 1995 r. jeden z członków grupy, Akhenaton wydał pierwszy studyjny album zatytułowany Métèque Et Mat. Wydawnictwo ukazało się nakładem wytwórni Hostile Records. Gościnnie na płycie udzieli się Shurik'n i grupa Fonky Family. Produkcja rozeszła się w nakładzie 300.000 egzemplarzy.
Aż cztery lata kazali sobie czekać członkowie grupy na kolejne nagrania IAM. W 1997 roku ukazała się płyta pt. L’École Du Micro D’Argent. Osiągnęła sukces komercyjny sprzedając się w ilości 1.600.000 egzemplarzy. Materiał był częściowo nagrywany w Stanach Zjednoczonych. Vincent Latz z serwisu muzycznego Allmusic dał notę 4.5/5 gwiazdek. Po wydaniu tej płyty, członkowie zespołu postanowili zająć się karierą solową.
Powrót grupy IAM nastąpił w 2003 roku. 16 września odbyła się premiera albumu pt. Revoir Un Printemps. Wśród gości pojawili się między innymi Method Man, Redman czy Beyoncé Knowles. Płyta rozeszła się w 300.000 egzemplarzach. We Francji album uplasował się na miejscu pierwszym. W następnym roku ukazała się pierwsza kompilacja grupy pt. Anthologie 1991-2004, który jest zbiorem utworów z lat 1994-2004. Na początku 2007 r. został wydany oficjalny mixtape IAM - Official Mixtape, który był swoistą zapowiedzią studyjnego albumu Saison 5. Premiera piątego materiału odbyła się 2 kwietnia 2007 r.
Na kolejne albumy spod znaku IAM czekaliśmy aż 6 lat, bowiem w roku 2013 ukazały się dwa. Arts Martiens w kwietniu, a ...IAM w listopadzie. Obie płyty zostały wydane nakładem francuskiego oddziału Def Jam Recordings. Pierwsza z nich zadebiutowała na 1. miejscu notowania SNEP, a druga na 10. pozycji.

## Dyskografia

### Albumy studyjne
- ...De La Planète Mars (1991)
- Ombre Est Lumière (1993)
- L’École Du Micro D’Argent (1997)
- Revoir Un Printemps (2003)
- Saison 5 (2007)
- Arts Martiens (2013)
- ...IAM (2013)

### Kompilacje
- Anthologie 1991-2004 (2004)
- The Platinium collection (2005)
- Anthologie / DVD Live au Dôme de Marseille (2007)
- L'Intégrale (2008)
- Galaxie (2009)
- Best Of 2013 (2013)

### Mixtape
- Concept (1989)
- Official Mixtape (2007)